# アメリカ合衆国憲法修正第8条
アメリカ合衆国憲法修正第8条（アメリカがっしゅうこくけんぽうしゅうせいだいはちじょう、Eighth Amendment）は、アメリカ合衆国連邦政府が過度の保釈金や過度の罰金、または残酷で異常な刑罰を課すことを禁じるアメリカ合衆国憲法の条項。合衆国最高裁判所は、この修正第8条の残酷で異常な刑罰を禁止する条項は州にも適用されるという判決を下した。この修正第8条の条文は、1689年のイギリスの権利の章典に由来している。この条項は、1791年12月15日に、アメリカの権利章典で採択された。

## 条文
過度の保釈金が請求されることはなく、過度の罰金が科せられたり、残酷で異常な刑罰を課されることはない。